# Правда (роман Дафф)
«Правда» (англ. «True») — третій  підлітковий роман американської артистки Гіларі Дафф та Еліз Аллен із безіменної трилогії. Сиквел до попередників «Еліксир» та «Віддана»; фінальна книга із трилогії. Книга надійшла у доступ для книжкових дистриб'юторів 16 квітня 2013.
В день офіційного виходу книги, Дафф відвідала книжкову крамницю «Mrs. Nelson’s Toy & Book Shop» в Ла-Верні штату Каліфорнія для підписання автографів.
Видання у м'якій обкладинці вийшло у квітні 2014.

## Сюжет
Після болючих подій в «Еліксирі» та «Відданій» — та церемонії, яка майже вбила Сейджа — Клей стикається з новою реальністю: Сейдж тепер знаходиться у тілі Ніка. Кохання її життя виглядає так само, як і бойфренд її найкращої подруги. Чи можуть Клей та Сейдж бути щасливими в таких умовах?
Клей намагається насолоджуватися їх новим життям разом, але Сейдж поводиться по-іншому — він постійно злий, і Клей прикладає всі зусилля, аби її подруга не дізналася, що з ним трапилось. Щось переслідує Сейджа і Клей втрачає над усім контроль. Чи може вона довірити її подрузі цю небезпечну правду, або ж їй доведеться втратити Сейджа, коли він втрачає сам себе у божевіллі?

## Процес створення
В інтерв'ю із журналом E! Canada, Дафф сказала, що під час роботи над кожною книгою із трилогії вона лишалася вдома і працювала з Елізою Аллен щоденно протягом двох місяців. Робота над книгою «Правда» відрізнялася від двох попередніх більшою заглибленістю в психологію персонажів та меншою проробкою пригодницьких аспектів.